# Енн Сідні
Енн Сідні (нар. 27 березня 1944) — британська акторка, телеведуча, представниця Сполученого Королівства і переможниця конкурсу «Міс Світу» 1964 року.

## Ранні роки життя
Сідні переїхала до Пула у дуже юному віці. Навчалася в школі Мартін Роуд у Паркстоуні, а потім у середній школі Мартін Кемп-Велч, яка згодом стала Академією Сент-Олдхельма. Закінчила школу в 15 років. Спочатку навчалася перукарській справі, працюючи в салонах у Борнмуті, потім вирішила стати моделлю.

## Міс Світу
Енн Сідні стала другою жінкою зі своєї країни, яка здобула титул «Міс Світу», після Розмарі Франкленд у 1961 році. Конкурс відбувся в Лондоні 12 листопада 1964 року. Тільки у Великій Британії його подивилися по телебаченню 27,2 мільйона людей.

## Кар'єра
Енн Сідні зіграла ролі у телесеріалах «Мстителі» та «Вас обслуговують?», у шпигунському трилері «Себастьян» (1968) з Дірком Богардом і Сюзанною Йорк та у фільмі Дональда Каммелла / Ніколаса Роуга «Виступ» (1970) з Джеймсом Фоксом і Міком Джаггером, а також у гастролюючому кабаре. У 1967 році вона з'явилася в довгостроковому вест-ендському фарсі «Не зараз, любий» разом з Дональдом Сінденом і Бернардом Кріббінсом.
Сідні знялася у численних мюзиклах, зокрема в «Жак Брель живий і здоровий» і «Життя в Парижі», зіграла роль Марії фон Трапп у «Звуках музики». Вона також з'являлася в кількох різдвяних пантомімах у Великій Британії, таких як Чарівний принц у «Попелюшці» з Браяном Конлі та в ролі Діка в «Дік Віттінгтон» з Лесом Доусоном. Вона також провела шість років як солістка в «MGM Grand Las Vegas».
Після переїзду до Австралії знялася у кількох австралійських телевізійних програмах, включаючи комедійний серіал «Птахи в кущах» (1972), військову драму «Spyforce», а пізніше була співведучою австралійської версії ігрового шоу «The Better Sex» (1978).

## Особисте життя
У грудні 1970 року Сідні одружилася з актором Родом Макленнаном і переїхала до Австралії; розлучилася в 1972 році. У 2005 році Сідні одружилася вп'яте з продюсером Вест-Енду Дунканом Велдоном, який помер у 2019 році.